# Гура-Феджетулуй
Гура-Феджетулуй (рум. Gura Făgetului) — село у повіті Бузеу в Румунії. Входить до складу комуни Топлічень.
Село розташоване на відстані 134 км на північний схід від Бухареста, 38 км на північ від Бузеу, 84 км на захід від Галаца, 105 км на схід від Брашова.

## Населення
За даними перепису населення 2002 року у селі проживали 125 осіб, усі — румуни. Усі жителі села рідною мовою назвали румунську.